# 僕とおじいちゃんと魔法の塔
『僕とおじいちゃんと魔法の塔』（ぼくとおじいちゃんとまほうのとう）は、香月日輪による小説。角川文庫から刊行された。第7巻を構想中に作者が病死したため、未完となった。
元々、『チャレンジキッズ5年生』（ベネッセコーポレーション）で2000年1月から12月まで連載されていた『ぼくの幽霊屋敷日記』という作品であり、該当する第1巻は加筆・修正が加えられて刊行されている。最初は全3巻での刊行予定だったが、第3巻の巻末にて第4巻の刊行が告知されシリーズが続行している。
1巻の内容に新たに挿絵を加えた角川つばさ文庫版が発行されている。

## ストーリー
小学6年生の龍神は、自分がやりたいことを見つけられずに日々を送っていた。そんなある日、いつものように当て所なくサイクリングをしていた龍神は、海辺の別荘地の外れにある私有地の先に奇妙な塔を見つける。
そこはかつて龍神の祖父・秀士郎が仲間達と暮らしていた場所であり、現在も幽霊となった秀士郎が使い魔・ギルバルスとともに暮らしていた。毎週のように塔に出入りするようになり、自分の世界が広がっていくことを受け入れはじめた龍神は、家族の歪さに疑問を覚え、「自分の居場所はここじゃない」と両親を説き伏せて塔で1人暮らしを始めることに。

## 登場人物

### 主要人物
陣内 龍神（じんない たつみ）
本作の主人公。第1巻では小学6年生。塔でおじいちゃんの秀士郎と出会い、成長していく。画家を目指しており、中学3年の時点で応募したコンクールに最年少入選を果たす。高校は進学校である条西高校へ進学、美術部に入部した。
1人暮らしをはじめてからは家事全般をこなしており、料理の腕もそこそこ。庭の一角を耕して家庭菜園を作ったり、磯釣りをしては釣果を自分で捌くこともやってのける。
陣内 秀士郎（じんない しゅうじろう）
龍神の祖父。龍神が生まれる前に70歳で他界しているが、幽霊として塔で生活している。好物は冷奴。龍神たちには一番思い入れがあるとされる若い頃の姿で見えており、長髪に赤いバンダナ、袴姿で裸足という一風変わった姿である。生前は彫刻家だった。龍神の名付け親で（夢枕に立ったらしい）、「龍神は“水”だから、花の絵を描くといい」とアドバイスした。
両親は世界を股にかけた貿易商であり、第二次世界大戦が始まった頃にドイツで生まれ、戦火を避けるべく15歳までをスイスで過ごし、旧制高校入学にあわせて日本へやってきたという経歴の持ち主。父親は乾物屋の4男ながら高校へ進学しベルリンへ留学した経験を持ち、母は伯爵令嬢だがある事情から婚約者を捨てて（後に勘当された）、渡英する船内で知り合ったという。その3年後、イギリスの街中で不意に再会し結ばれたらしい。
幽霊となってから五感などを失ったため、飲食はたまに生前の好物を楽しむだけだった（味覚が生前の記憶のみなので、例えば生前食べたことのない種類の高級菓子は子供時代の駄菓子と同じ味になる）が、エスペロスの魔術によって五感を取り戻したことで、食事や飲酒の喜びを取り戻す。また、龍神が自身と塔を否定するような精神状態でなければ、龍神を通路として塔の外へ出ることも可能。
ギルバルス
大きな犬の姿をしている秀士郎の使い魔。元々はかつて塔の住人だった江角の契約妖魔である。生前の秀士郎に付いて魔術などを一緒に勉強し、彼が死後幽霊になっても一緒に生活している。ちなみにギルバルスは秀士郎の名付けた名前で（犬の姿なのに漫画に登場する“猫”の名を付けられ不満をこぼしている）、本当の名前があるらしい。人間の姿になることもでき、龍神が来る以前は外で買う必要のあるものは彼が調達していた。
ノブ / 鈴江 信久（すずえ のぶひさ）
龍神の親友。通称「ノブ」。右足が小学3年生の時の事故で弱くなったため、普通に歩くとき以外は杖を使っている。母親の言い分が独善的であることに悩んでいたが、龍神に出会うまではそれを口に出せずにいた。
龍神と初めて会った際、一緒にいた秀士郎の姿を見る事が出来た為、秘密を共有する形で親友となった。以降、塔の部屋の一つを自室として度々泊まりに来ており、料理も出来るようになった。母子家庭で育ったため、秀士郎を「秀ジィ」と呼び慕い、父親のように思っている節がある。
高校は龍神と共に条西高校へ進学、エスペロスの付き添い（監視役）で理科研究部に入部。また、ある事件から自分の非力さを痛感し、雅弥の父に杖を使った護身術を習い始めた。
エスペロス / キャロリーナ・エスペロス
第2巻より登場。塔で魔術を研究・実践し最後は異界へ渡ってしまった江角と出会ったことでこの世界に興味を持ち、塔の魔法円へやって来た、時空を渡り歩く旅人。「宵の明星」の異名を持つ、この世界より上位にある次元の上級魔女であり、一人称は「ボク」。
ゴスロリ服を着た10歳から12歳くらいの姿で塔を訪れ、訪問者は出られないはずの魔法円を破って塔の中に入り、龍神とノブを引き連れて付近の町を探索。その後魔法円から帰っていったが、龍神たちとこの世界を気に入ったため、数日後には15歳前後の姿になって再訪。塔で暮らすだけでなく「スペインからの編入生」の「キャロリーナ・エスペロス」として龍神たちの高校にも入学し、試験は全て満点という天才を演じる。
一色 雅弥（いっしき まさみ）
龍神たちの1学年上の先輩。有名な美術商「黎明苑」の社長子息で、鑑定眼・観察眼が鋭い。ドイツ系のクォーターであるため、茶色に近い金髪（隔世遺伝と思われる）で容姿端麗であり、女子生徒の人気も高い。
入学以来学年トップを維持する天才だが、本人は「一度見れば大抵のことが出来るのはつまらない」と学校をサボりがち。ある事件がきっかけで龍神らと出会い、昼食時などで行動を共にするようになると同時に、塔の中に自分の居場所を得る。エスペロスには「マチャミ」と呼ばれ、学校では寄って来る異性を避けるために彼女との交際を装っている。

### 主要人物の家族
陣内 功（じんない こう）
龍神の父。市役所の福祉課に勤務。かつてはテニス選手だった。幼い頃は塔で生活していたが父とは合わず、高校入学と同時に出て行った。また、SFやファンタジーといったものを頭から否定していたが、龍神の独立以降は少し軟化している。
陣内 弘子（じんない ひろこ）
龍神の母。趣味は手芸。一人娘として大切に育てられたためか、龍神に言わせると「自分をもたない」女性であり、様々な習い事をしているが夫の意向に従って全て趣味にとどめている。
陣内 和人（じんない かずと）
龍神の弟。第1巻では小学5年生。龍神よりやや長身。テニスクラブに所属。家族内のムードメーカーであり、いわゆる「よく出来た子供」で、龍神が家を出てからは家族の精神的な支柱として頼りにしている。
陣内 晶子（じんない あきこ）
龍神の妹。第1巻では小学3年生。長兄を「龍兄（たつにい）」、次兄を「和兄（かずにい）」と呼ぶ。活発でおませな性格。母との取り決めではあるが、塔に2泊以上出来ないことを嫌がっている。エスペロスには「アッコ」と呼ばれ、妹のように可愛がられる。
鈴江 公恵（すずえ きみえ）
信久の母。ある理由から信久が幼い頃に夫と別れ、一人で息子を育ててきた。息子が事故に遭ってからは人権擁護の活動家として弁舌を振るい、一種のモンスターペアレントとなるが、息子の想いとはすれ違ってばかりいる。
しかし、息子が小学6年生の時の運動会で想いを周囲に明かしたことで、息子とすれ違うことだけはなくなった。また、塔に出入りするようになって料理を覚えた息子が、忙しい時の食事作りを担当することもあり、それには感謝している。
一色 清弥（いっしき きよみ）
雅弥の父。美術商「黎明苑」の社長。ドイツ人とのハーフで、女性的な美貌の持ち主。母親の家系も美術などの専門家を多く輩出してきた。その家系の伝統として護身術やサバイバル術を身に着けており、喧嘩も強い。生前の秀士郎とも少年時代に面識がある。
女性的な美貌であることをコンプレックスとしていたが、ある時期からそれを逆手にとり、仕事中など、本人曰く「戦闘モード」の時はオネエ言葉で喋る。
清弥と黎明苑は、本作以外の香月作品にも以下の様に何作か接点を持っている。
『地獄堂霊界通信』 - 鳴神流華の父・耕助が黎明苑に勤務。三人悪の一人・椎名裕介もそこに出入りしている。
『全裸男と柴犬男』 - 清弥自身が登場し、とある人物とは「本性は怖いが普段はオネエ系」という共通点をもつ。
『妖怪アパートの幽雅な日常』- 清弥は長谷泉貴の父・慶二とつながりを持つほか、寿荘の住人である詩人・一色黎明の従兄弟である。

## 用語
塔
龍神が住んでいた町から自転車で1時間ほど移動した先にある、海辺の別荘地「マーメイドタウン天神」の外れにある。龍神の現在の住居で、秘密を共有する仲間達が集う。秀士郎が残した維持費が底をつくまで弁護士の管理下にあり、息子の功でも手を出せない。3階建て。
もともとは龍神の祖父・秀士郎が芸術家仲間と共に一から建てたもので、ガウディに憧れていた建築家により、屋上が砕いた色皿を敷き詰めたグエル公園のようになっていたり、玄関ホールの壁に精密なミケランジェロの模写があったり、壁の隅に詩が残されていたりと「美の坩堝」と評されるほど、各々の芸術センスによる作品が所狭しと存在する。
また、内部は入り組んだ構造になっており、慣れない人間はよく迷う上、行き止まりの廊下やドアが貼り付けられた壁なども存在し、和人や晶子は来るたびに探検している。
各人が過ごしていた部屋のほとんどはそのままの状態で残されており、魔法円や魔術書が残された江角の部屋への出入りは危険が伴うこともあるため、ギルバルスらによって巧妙に隠されている。
魔法円（まほうえん）
江角の部屋にある魔法陣のようなもの。異界と繋がっており、不定期に江角と顔なじみである魔女や魔導士、妖魔などが訪れては秀士郎らと雑談して帰っていく。一種の結界でもあり、訪れた者がその円を越えて塔の中に入ることは出来ない（エスペロスは「鍵」を江角からもらっていたらしく、作中唯一の例外）。

## 既刊
角川文庫
イラスト：中川貴雄。
1. （2010年1月25日） ISBN 978-4-04-394331-9
2. （2010年5月25日） ISBN 978-4-04-394356-2
3. （2010年9月25日） ISBN 978-4-04-394378-4
4. （2011年5月25日） ISBN 978-4-04-394438-5
5. （2012年7月25日） ISBN 978-4-04-100131-8
6. （2014年6月20日） ISBN 978-4-04-101359-5

漫画版
角川書店　刊、単行本コミックス・怪。作画：亜円堂。内容は原作第2巻までに相当。
1. （2012年2月20日） ISBN 978-4-04-120117-6
2. （2012年11月5日） ISBN 978-4-04-120474-0
3. （2014年4月24日） ISBN 978-4-04-121045-1

角川つばさ文庫
挿絵：亜円堂。
- （2012年11月15日） ISBN 978-4-04-631270-9